# Антисемитизм в СССР
Антисемити́зм в СССР — проявление ксенофобии (отрицательное представление, неприязнь и предубеждение, основанные на религиозных либо этнических предрассудках) по отношению к евреям в СССР. Антисемитизм проявлялся во многих сферах — от бытовых отношений (бытовой национализм) до государственной политики.
Историк Джеффри Вейдлингер писал, что антисемитизм в Советском Союзе можно разделить на две большие категории: народный и официальный. Народный (бытовой) антисемитизм на протяжении столетия то усиливался, то ослабевал, но оставался постоянным скрытым течением. Официальное отношение к евреям также варьировалось от сдержанной доброжелательности до агрессивного антисемитизма, в том числе, согласно Электронной еврейской энциклопедии, и расового, который в начале 1950-х годов едва не привёл к геноциду и выражался в проводившейся на протяжении десятилетий политике дискриминации евреев, в том числе и исключительно по «биологическому» признаку — на основании происхождения от родителей-евреев: почти только евреи, а часто и лица, рассматриваемые как наполовину евреи, были ограничены при приёме в высшие учебные заведения, не допускались в определённые сферы деятельности, на определённые должностные уровни и др. Согласно энциклопедии, государственной политикой антисемитизм стал только после Второй мировой войны, в то время как в 1920-е годы, напротив, государство проводило политику борьбы с антисемитизмом.
Официально в СССР антисемитизм отрицался: в Большой советской энциклопедии (1950 год) была приведена цитата Сталина о том, что в СССР антисемитизм строжайше преследуется законом, и в 1970 году в ней утверждалось, что «всякая проповедь расовой или национальной исключительности (а следовательно, и антисемитизм) карается законом».
По мнению историка С. М. Маркедонова, государственная политика по отношению к евреям была двойственной. С одной стороны, официально антисемитизм рассматривался как негативное наследие «великодержавного шовинизма» Российской империи. Положительное отношение к евреям также помогало сохранять образ СССР как основного борца с нацизмом. С другой стороны, через государственный антисемитизм советские власти стремились подавить рост национального самосознания евреев, который был связан с Холокостом и созданием государства Израиль.
Доктор исторических наук Геннадий Костырченко считает, что на государственном уровне антисемитизм возник в СССР в конце 1930-х годов и достиг пика в конце 1940-х — начале 1950-х. Кампания по «борьбе с космополитизмом», начавшаяся в 1946 году, превратилась в антисемитскую — с преследованиями и массовыми арестами. В 1948 году был закрыт Еврейский антифашистский комитет и ряд других национальных учреждений, активисты ЕАК были казнены. «Дело врачей», начатое в январе 1953 года, по слухам, должно было стать прелюдией к массовой депортации евреев в лагеря, но было прекращено после смерти Сталина.
После 1953 года накал антисемитизма в СССР стал спадать. Однако начиная с 1967 года после арабо-израильской Шестидневной войны в СССР резко усилилась антисионистская пропаганда, часто переходившая в предубеждение к евреям.

## Революция и  1920-е годы

### Предыстория
В царской России евреи были угнетаемым меньшинством. Антисемитизм был государственной политикой. Дискриминация и массовые погромы привели к тому, что существенная часть евреев поддержала революционные преобразования. После Февральской революции 1917 года евреи были уравнены в правах с прочими гражданами, а во время гражданской войны вновь сильно пострадали от погромов.

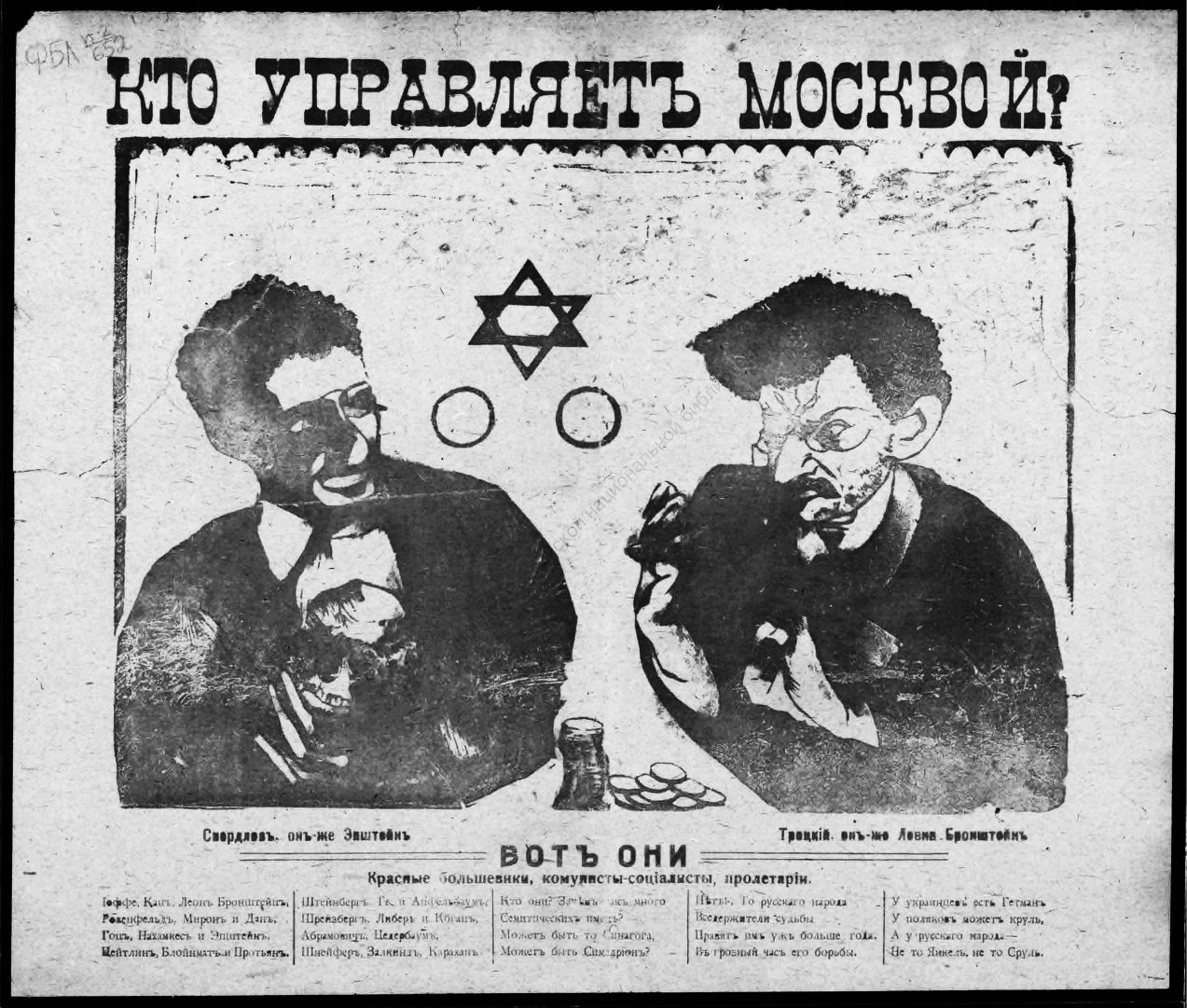
Антисемитский белогвардейский плакат «Кто управляет Москвой? Вот они — красные большевики, коммунисты-социалисты, пролетарии» (1919), пропагандирующий идею революционного еврейского заговора

Антисемитизм в определённой мере был частью Белого движения — основной собственно российской политической силы, боровшейся против большевиков и советской власти. Антисемитизм не был официальной идеологией Белого движения, но, по утверждению американского историка Питера Кенеза, был её «суррогатом»: хотя среди белых также было некоторое число евреев, а предприниматели и собственники еврейской национальности были готовы изначально поддержать умеренно либеральные программы (например, программу Корнилова), защищающие частную собственность. Проводимая белыми антисемитская пропаганда в сочетании с устраиваемыми деникинцами еврейскими погромами и дискриминацией евреев в рядах белых армий вплоть до отказа брать их на службу создали прочную ассоциацию между Белым движением и антисемитизмом. Среди белых генералов было типично считать революцию результатом еврейского заговора, и эти идеи распространялись, хотя и не всегда, в пропаганде белых. В РСФСР, напротив, погромы белых и антисемитизм в их идеологии и пропаганде подчёркивались, и Троцкий также это прокомментировал по поводу попавшего к нему доклада белого полковника Котомина: отрицая, что «евреи-комиссары» составляли такой «крупный процент», как это изображала белогвардейская пропаганда, и в связи с чем Котомин говорил об «особой талантливости» евреев, Троцкий признавал, что «процент этот достаточно значителен», но утверждения Котомина, который, «подобно многим другим антисемитам, причины значительного числа евреев комиссаров видит в особенных способностях и дарованиях евреев», Троцкий отвергал: 

«На самом деле такая оценка еврейства решительно ничем не вызывается. <...> Антисемитизм есть не только ненависть к еврейству, но и трусость перед еврейством. У трусости глаза велики, и она наделяет врага совершенно не присущими ему чрезвычайными качествами. Общественно-правовые условия жизни еврейства достаточно объясняют его роль в революционном движении. Решительно, однако, ничем не доказано и не может быть доказано, что еврейство даровитее великороссов или украинцев».
25 июля 1918 года председатель Совета народных комиссаров РСФСР В. И. Ленин подписал декрет СНК «О борьбе с антисемитизмом и еврейскими погромами». 27 июля он был опубликован в газете Правда. В марте 1919 года Ленин произнёс речь «О погромной травле евреев».

### Борьба с антисемитизмом и коренизация

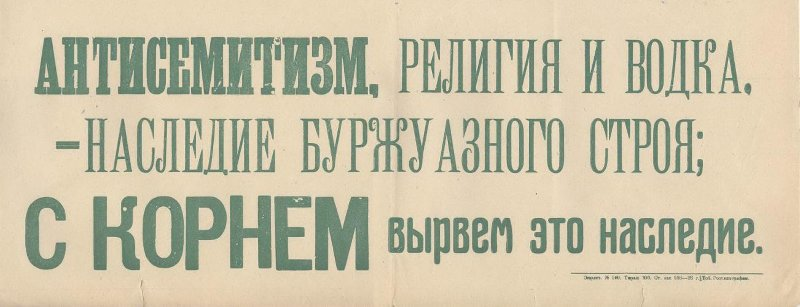
Советская листовка, направленная против антисемитизма. 1928 год

В 1920-х годах в СССР была проведена кампания по борьбе с антисемитизмом. Наибольшее количество материалов против антисемитизма было опубликовано в «Комсомольской правде», журналах «Молодая гвардия», «Крокодил» и др. В кампании принимали участие крупнейшие советские писатели и поэты — М. Горький, В. Маяковский, Н. Асеев и другие. В 1929 году вышла книга С. Г. Лозинского «Социальные корни антисемитизма в Средние века и Новое время», где автор объявил антисемитизм наследием прежнего режима, с которым советская власть решительно борется.
Электронная еврейская энциклопедия оценивает борьбу с антисемитизмом как «энергичную и весьма успешную». Однако с конца 1920-х годов среди населения усилились антисемитские настроения, вызванные активной экономической деятельностью евреев в годы НЭПа («нэпман-еврей»), сравнительно значительным число евреев в партийном и хозяйственном советском аппарате («только евреи выиграли от революции»), государственными мероприятиями по землеустройству евреев («лучшие земли отдаются евреям»), небывалый рост числа еврейских рабочих в тяжелой промышленности, в которой прежде почти не было евреев. В 1927–31 годах проводилась кампания против антисемитизма как «пережитка буржуазного прошлого».
К середине 1920-х годов, по мнению историка Якова Басина, «проявилась двойная мораль большевиков: во всеуслышание декларируя тезис пролетарского интернационализма и борьбы с бытовым антисемитизмом, они при этом негласно проводили ставшую официальной в последующие годы политику так называемых „национальных кадров“. На деле такая политика фактически провозглашала торжество великодержавного шовинизма, а в отношении евреев — государственного антисемитизма». Под политикой «национальных кадров» имеется в виду политика коренизации, которую Сталин сформулировал как подбор национальных и региональных чиновников «по преимуществу из людей местных, знающих язык, быт, нравы и обычаи соответствующих народов»: в Украине, например, проводилась политика украинизации, в рамках чего на должности назначались украинцы, а русские и евреи, напротив, снимались. Зиновьев это комментировал следующим образом: «Когда мы на Украине наконец прочно стали на ноги‚ Ленин сказал: "У нас на Украине слишком много евреев. К осуществлению власти должны быть привлечены истинные украинские рабочие и крестьяне". Конечно‚ такой подход может легко вызвать антисемитизм‚ но мы уж сможем побороть любой шовинизм».
Басин упоминает также погромы еврейских частных магазинов в Могилёве в 1928 году, вызванных якобы уклонением евреев от службы в Красной армии.
Недовольство сельских жителей вызывали также льготы для еврейских переселенцев и предоставление им земли в Крыму, на Украине и Дальнем Востоке.
По воспоминаниям Лилианы Лунгиной, в довоенное время антисемитизм в СССР существовал на бытовой основе у простых или даже у образованных людей, в то время как в идеологию антисемитизм никаким образом не входил: «Можно было сказать, если услышишь какой-нибудь антисемитский выкрик на улице: „Я тебя сейчас в милицию отведу“. И мы знали, что милиция заступится».

### Борьба с иудаизмом и сионизмом

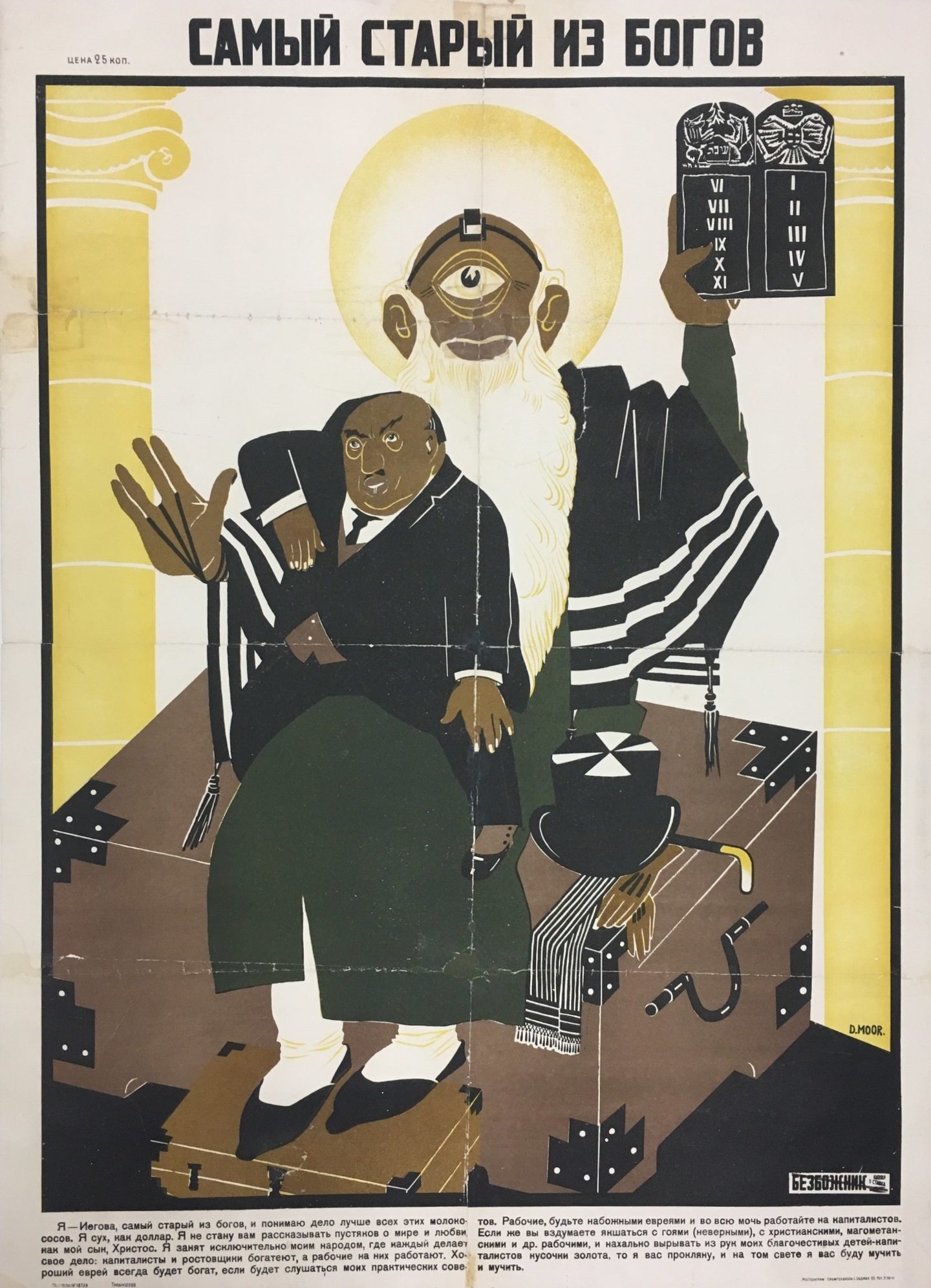
Советский антииудаистский плакат в рамках советской антирелигиозной кампании, Дмитрий Моор, журнал «Безбожник у станка», 1923

В 1918 году большевики создали «еврейские секции» (евсекции), которые должны были заниматься борьбой с религией и пропагандой социалистических идей; после мятежа левых эсеров они стали преобразовываться в чисто коммунистические. В то время как русские большевики занимались борьбой с православием, евсекции занимались борьбой с иудаизмом и проводили тщательно организованные митинги, которые подавались как спонтанные, направленные против религии иудаизма, капитализма и традиционной культуры. В рамках борьбы с религией евсекции захватывали синагоги, изгоняли раввинов и священнослужителей и преобразовывали синагоги в клубы, общежития, кухни, рестораны и партийные «университеты».
Кандидат исторических наук Инна Герасимова пишет, что «с первых лет своего возникновения советская власть» стремилась уничтожить «еврейские национальные традиции», и «традиционную культуру», чтобы добиться полной ассимиляции евреев: «фабриковался тип ассимилированного советского еврея…, оторванного от своих национальных и религиозных корней». Прежде всего это касается религии иудаизма, так как в СССР официально велась борьба с религией, а также языка иврит: официальным языком евреев был признан идиш, в том числе и потому, что 90,7 % советских евреев его указывали как родной язык, в то время как иврит, «священный язык Торы, еврейской философии, поэзии и традиционного образования», был запрещён для преподавания Наркомпросом РСФСР в 1919 году, а занятия ивритом были ограничены только сферой научных и прикладных интересов в университетах и специальных институтах, так как большевики его связывали с клерикализмом и "шовинистическим, националистическим сионизмом; помимо иврита, инструментом сионизма большевики и евсекции считали еврейские общины. Наркомпрос РСФСР сперва издал циркуляр, согласно которому сионизм как иностранный язык объявлялся необязательным для преподавания, но евсекции добились категорического запрета на преподавание иврита в школах. В 1923 году после протеста со стороны представителей советской интеллигенции Г. Бройдо предложил ВЦИК снять запрет, но предложение не было принято.
На идише писалась антирелигиозная сатира, где «в карикатурном виде были представлены раввины, кантор, резник и другие еврейские религиозные деятели». Также проводилась борьба с традиционными институтами, связанными с религией, такими как хедеры и иешивы, религиозные образовательные учреждения, и кошерная пища. Благодаря рвению евсекций в борьбе с традиционными еврейскими институтами и религией в 1920-е годы на короткое время под запрет попало обрезание, однако под давлением мусульманской общественности запрет был снят.

## Еврейский вопрос во внутрипартийной борьбе
Первые события, послужившие поводом для обвинений в использовании антисемитизма в политических целях в СССР, связаны с борьбой с троцкистско-зиновьевской оппозицией. Они основываются на том, что среди репрессированных в 1936—1939 годы было значительное количество евреев. Однако нет прямых свидетельств тому, что в это время в ходе репрессий в отношении евреев делались какие-то национальные предпочтения. Впрочем, Троцкий заявил об антисемитской подоплёке Московских процессов, обратив внимание как на большой процент евреев среди подсудимых, так и тот факт, что в прессе, кроме партийных псевдонимов, раскрывались и «истинные» еврейские фамилии подсудимых. Как полагают некоторые исследователи, именно для парирования этих обвинений в конце 1936 года в СССР было опубликовано данное за 5 лет до того интервью Сталина Еврейскому телеграфному агентству, с высказываниями о «пережитке каннибализма» и пр. К концу 1930-х годов в ближайшем окружении Сталина осталось лишь два еврея: Л. М. Каганович и Лев Мехлис.

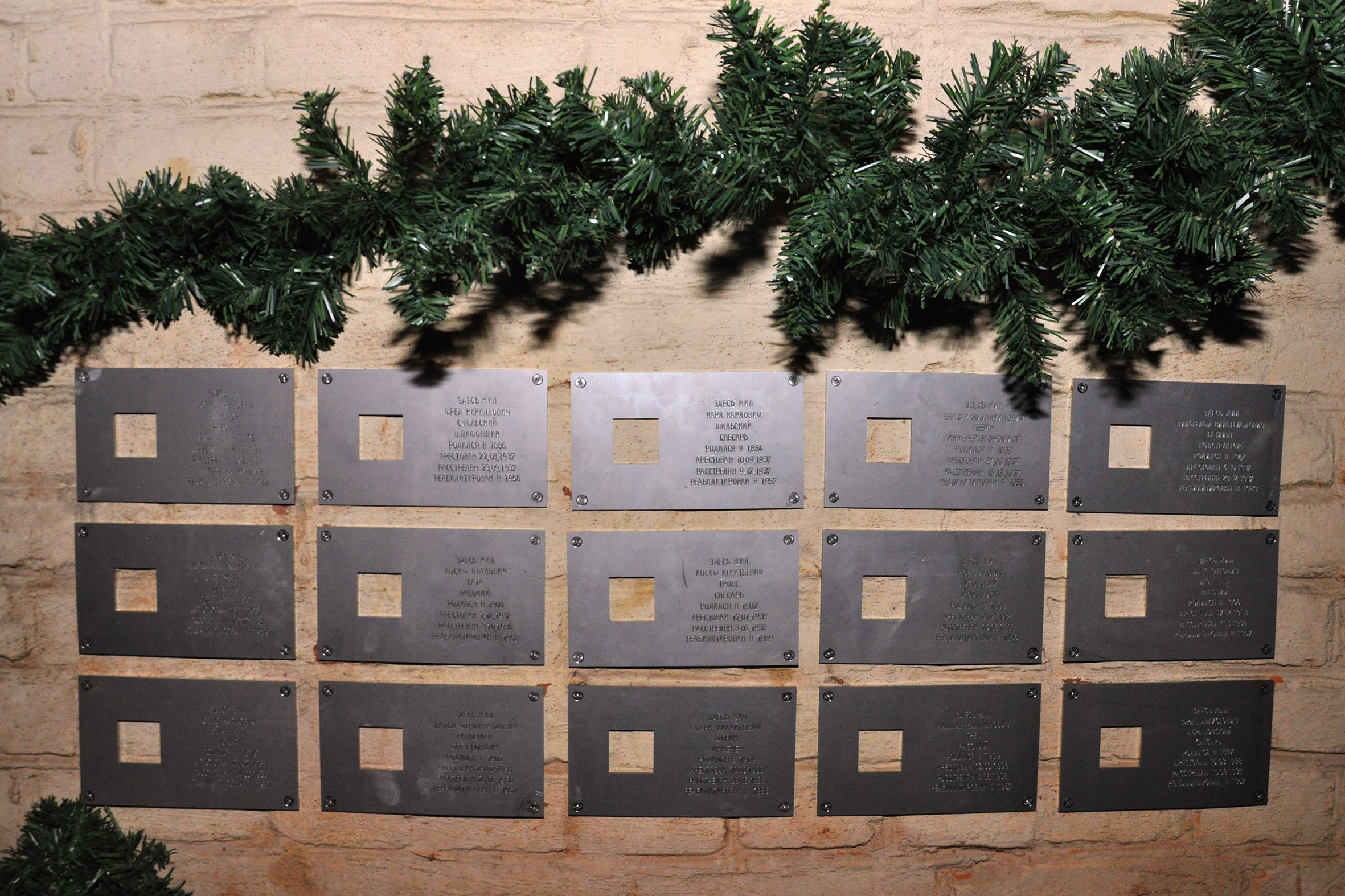
Последний адрес на доме. Из 15 расстрелянных жильцов с «не по-русски» звучащими фамилиями (евреи и немцы) большинство были простыми рабочими

Тем не менее, доктор исторических наук Геннадий Костырченко в книге «Тайная политика Сталина: власть и антисемитизм» полагает, что до конца 1930-х годов никакой политики антисемитизма власть не проводила: еврейская культура и национализм подавлялись равно со всеми прочими национальными культурами и движениями, а процент среди репрессированных в процессах 1937—1938 года был не выше, чем среди других национальностей. Он же при этом утверждает, что с конца 1930-х годов личный антисемитизм Сталина стал проявляться в государственной политике, и это была политика антисемитская.

## Еврейский вопрос и политика по отношению к Германии
Политика СССР по отношению к Германии в 1939—1941 годы часто подаёт повод для обвинений в антисемитизме. Они основаны на факте отставки Литвинова, который был евреем, с поста наркома иностранных дел (май 1939 года). Сменивший Литвинова Молотов провёл в НКИД «расовую чистку», заявив сотрудникам: «Мы навсегда покончим здесь с синагогой».
Вернувшийся из Москвы Риббентроп докладывал Гитлеру, что Сталин высказал в разговорах с ним решимость покончить с «еврейским засильем», прежде всего среди интеллигенции. Некоторые евреи-коммунисты, бежавшие из Германии, были выданы Третьему Рейху. Предложение немцев о переселении немецких евреев в Биробиджан и на Украину было отвергнуто в феврале 1940 года.

## Антисемитизм во время Великой Отечественной войны
Антисемитизм проявлялся в этот период в следующем:
- Еврейские погромы и массовые убийства евреев, совершавшиеся коллаборационистами на оккупированной территории, выдача скрывающихся евреев.
- Помощь нацистам в выявлении евреев среди задержанных и военнопленных, в частности, в лагерях на оккупированной территории СССР[34][35].
- Отказ в приёме в партизанские отряды и отправка бежавших из гетто назад, издевательства и даже расстрелы как немецких шпионов[36][37][38].
- Дискриминация и антисемитские акции в тылу[39], распространение на неоккупированной территории слухов о том, что «евреи не воюют», что на фронте их нет, что все они устроились в тылу, в снабжении и так далее[40][41][42][43].
- Отказ в продвижении по службе, непредставление к наградам, задержка наград и т. п.[44][45][46]

Бытует мнение, что евреи уклонялись от службы в армии вообще и в боевых частях в частности. Например, Александр Солженицын в книге «Двести лет вместе» пишет:
Пока же рядовой фронтовик, оглядываясь с передовой себе за спину, видел, всем понятно, что участниками войны считались и 2-й и 3-й эшелоны фронта: глубокие штабы, интендантства, вся медицина от медсанбатов и выше, многие тыловые технические части, и во всех них, конечно, обслуживающий персонал, и писари, и ещё вся машина армейской пропаганды, включая и переездные эстрадные ансамбли, фронтовые артистические бригады, — и всякому было наглядно: да, там евреев значительно гуще, чем на передовой.
Было распространено выражение, что евреи воюют на «Ташкентском фронте», с намёком, что они все эвакуировались в глубокий тыл. Однако множество источников, включая официальную статистику, опровергает это мнение. В частности, историк Марк Штейнберг отмечает, что в армии служили 20 % от всех евреев, оставшихся на неоккупированной территории, и приводит цифры невозвратных потерь: если в среднем по армии они составили 25 %, то среди евреев боевые потери составили почти 40 %. По мнению Штейнберга, это было бы невозможно, если бы евреи служили в тыловых частях, а не на передовой. Арон Шнеер указывает, что доля добровольцев-евреев была самой высокой среди всех народов СССР (27 %). Среди воинов-евреев, погибших и умерших от ран, 77,6 % составляли рядовые солдаты и сержанты и 22,4 % — младшие лейтенанты и старшие лейтенанты. По мнению Валерия Каджая, это свидетельствует, что евреи гибли не во втором эшелоне и не в тылу, а именно на передовой.
Об этих антисемитских настроениях в марте 1943 года с возмущением говорил Илья Эренбург:

Вы все, наверное, слышали о евреях, которых «не видно на передовой». Многие из тех, кто воевал, не чувствовали до определённого времени, что они евреи. Они почувствовали лишь тогда, когда стали получать от эвакуированных в тыл родных и близких письма, в которых выражалось недоумение по поводу распространяющихся разговоров о том, что евреев не видно на фронте, что евреи не воюют. И вот, еврейского бойца, перечитывающего такие письма в блиндаже или в окопе, охватывает беспокойство не за себя, а за своих родных, которые несут незаслуженные обиды и оскорбления.

Ещё более серьёзные проблемы историки отмечают в партизанском движении на оккупированной территории. Существовали массовые антисемитские проявления как в самих партизанских отрядах, так и в центральном командовании или, как минимум, непротивление этим проявлениям. В докладных записках руководителям подпольных обкомов отмечалось: «…Партизанские отряды им [евреям] не помогают, еврейскую молодёжь принимают к себе неохотно. Были факты, когда партизаны из отряда Н. Н. Богатырева, отняв у пришедших оружие, отправляли их назад, так как антисемитизм в партизанской среде развит довольно сильно…» «…Некоторые партизанские отряды принимают евреев, некоторые расстреливают или только прогоняют. Итак, у Грозного евреев порядочно, довольно их и у Зотова. Зато ни Марков, ни Стрелков евреев не принимают…». В приказе руководства партизанского движения от 2 апреля 1944 года говорилось: «…были установлены случаи массового террора к партизанам-евреям, что нашло своё выражение в избиении, необоснованном разоружении, изъятии заготовленного продовольствия, одежды и боеприпасов». При этом следует понимать, что отказ в приёме в партизаны означал для еврея почти гарантированный смертный приговор.
На повышение уровня антисемитизма на оккупированных территориях оказали влияние мифологемы, существовавшие в «исторической памяти» и вновь актуализированные нацистской пропагандой.
Историками и публицистами отмечается, что существовали как негласные, так и прямые указания к снижению численности награждения евреев и продвижения их по службе. Так, начальник Главного политуправления Красной Армии генерал-полковник Щербаков издал в начале 1943 года директиву: «Награждать представителей всех национальностей, но евреев — ограниченно». Ряду евреев — Героев Советского Союза звание было присвоено через десятки лет после окончания войны, когда их самих уже не было в живых (Исай Казинец, Лев Маневич, Шика Кордонский), а многим, несмотря на неоднократные представления, звание Героя так и не было присвоено (Евгений Волянский, Исаак Пресайзен, Ион Деген, Вениамин Миндлин, Семён Фишельзон и другие — всего 49 человек). Пять раз представляли к званию Героя Советского Союза командира партизанского отряда им. Ворошилова Евгения Федоровича Мирановича (Евгений Финкельштейн). После войны он стал Героем Социалистического труда. По некоторым утверждениям, множество евреев не было представлено к награждению, несмотря на то, что за аналогичные подвиги награждались представители других национальностей. Однако, Арон Шнеер пишет, что представления к наградам производились регулярно, но «сбои в представлениях происходили чаще всего в московских коридорах власти», то есть при принятии окончательного решения о награждении или отказе.
Историк Иосиф Кременецкий писал:

Анализируя роль и участие евреев в этой войне, нельзя отрешиться от мысли, что им приходилось воевать не только со зримым врагом — гитлеровским фашизмом, но и с незримым, но ясно ощущаемым врагом — антисемитизмом, распространённым даже на неоккупированной территории.

В 1942—1944 годах был издан ряд закрытых инструкций, в соответствии с которыми началось регулирование процентного состава представителей разных национальностей на руководящих постах. 17 августа 1942 года начальник Управления агитации и пропаганды ЦК ВКП(б) Георгий Александров направил в секретариат ЦК докладную записку о необходимости провести «обширную чистку» учреждений культуры и высших учебных заведений от евреев. Ключевую роль в антиеврейских чистках сыграло расширенное совещание, созванное Сталиным осенью 1944 года, во вступительном слове на котором сам Сталин призвал к «более осторожному» назначению евреев; выступивший вслед за тем Георгий Маленков со своей стороны призвал к «бдительности» в отношении еврейских кадров. Историк Рой Медведев утверждает, что по итогам совещания было составлено директивное письмо, подписанное Маленковым, перечислявшее должности, на которые не следует назначать евреев. Одновременно вводились ограничения и на приём евреев в вузы. Историк Геннадий Костырченко считает, что такого документа не существовало, но несомненно существовали устные указания такого рода, что подкрепляется многочисленными свидетельствами.
Существуют прямые свидетельства, что неприсвоение званий было связано с национальностью. После отказа разведчицы Мириам Фридман записаться латышкой вместо еврейки ей не только не присвоили звание Героя Советского Союза, к которому она была представлена, но и угрожали убийством в политотделе дивизии.
В 1944—1945 годах на освобождённой от немцев территории Украины прокатился ряд антиеврейских погромов. Высшей точкой этой волны стал погром в Киеве 7 сентября 1945 года, когда около 100 евреев были зверски избиты, 37 из них госпитализированы; пятеро скончались.

## Антисемитизм в послевоенные годы
На банкете в честь Победы 24 мая 1945 года Сталин провозгласил установочный тост «за русский народ», особо выделив русский народ из числа других народов СССР как «руководящую силу Советского Союза». С этого момента, по мнению исследователей вопроса, начинается нарастание официально поддерживаемой волны великорусского шовинизма, сопровождавшегося антисемитизмом. Во многих регионах, особенно на Украине, местные власти препятствовали в возвращении евреям их квартир, в устройстве на работу. Никак не преследовался усилившийся антисемитизм, доходивший до погромов (например, в Киеве). С осени 1946 года был взят курс на жёсткое ограничение иудаизма. В частности, Совету по делам религиозных культов было поручено резко ограничить еврейскую благотворительность (цдака), развернуть борьбу с такими «подразумевающими националистические настроения» обычаями, как выпечка мацы, ритуальный убой скота и птицы, ликвидировать еврейские похоронные службы.
На этот же период пришёлся пик бытового антисемитизма, поскольку в период голода и неурожая 1946 года зарубежные еврейские благотворительные организации начали присылать советским евреям посылки с продовольствием и одеждой.

### Дело Аллилуевых и убийство Михоэлса
Из сталинских антиеврейских акций наиболее известен расстрел Еврейского антифашистского комитета. Уже в июне 1946 начальник Совинформбюро Лозовский, которому подчинялся ЕАК, был обвинён комиссией ЦК в «недопустимой концентрации евреев» в Совинформбюро. В конце 1947 года Сталин принял решение о роспуске ЕАК и массовых арестах среди еврейской культурно-политической элиты. Зная об усиливающемся антисемитизме Сталина и его ненависти к родственникам покончившей с собой жены Надежды Аллилуевой, министр ГБ В. Абакумов составил сценарий американо-сионистского заговора, якобы направленного против самого Сталина и его семьи. Главой заговора был объявлен И. Гольдштейн, знакомый семьи Аллилуевых.
В конце 1947 — начале 1948 года были арестованы родственники Н. Аллилуевой и их знакомые, включая филолога З. Гринберга, помощника С. Михоэлса в Еврейском антифашистском комитете. По версии МГБ, руководство ЕАК через Гольдштейна и Гринберга по заданию американской разведки, якобы добывало сведения о жизни Сталина и его семьи. Сталин лично контролировал ход следствия и давал указания следователям. 27 декабря 1947 года он дал указание организовать ликвидацию Михоэлса.

### Создание Израиля
Дальнейшее развитие антисемитской кампании на время приостановилось в связи с событиями на Ближнем Востоке (борьба за создание Государства Израиль). СССР активно поддерживал идею раздела Палестины, надеясь найти в лице Израиля активного советского сателлита в регионе. СССР оказался одним из первых государств, признавших Израиль; огромную роль в ходе Войны за независимость Израиля сыграло чешское и немецкое оружие, поставленное Чехословакией с санкции Сталина.
Однако быстро выяснилось, что Израиль не намерен следовать советской политике и стремится лавировать между СССР и США. В то же время Война за независимость вызвала всплеск произраильских настроений среди советских евреев. Это послужило фактором, вызвавшим новый виток политики государственного антисемитизма. Существуют предположения, что непосредственным толчком явился энтузиазм, с которым советские евреи принимали в начале октября 1948 года посла Израиля Голду Меир.

### Разгром Еврейского антифашистского комитета и «борьба с космополитизмом»
20 ноября 1948 года Политбюро и Совет министров приняли решение «О Еврейском антифашистском комитете»: МГБ поручалось «немедленно распустить Еврейский антифашистский комитет, так как факты свидетельствуют, что этот комитет является центром антисоветской пропаганды и регулярно поставляет антисоветскую информацию органам иностранной разведки». Были закрыты еврейские издательства и газеты, в течение осени 1948 и января 1949 года арестованы многие члены ЕАК и многие представители еврейской интеллигенции (арестованные члены ЕАК кроме Лины Штерн были расстреляны по приговору суда в 1952 году, впоследствии реабилитированы). 8 февраля 1949 года Сталин подписал постановление Политбюро о роспуске объединений еврейских советских писателей в Москве, Киеве и Минске (подготовлено генеральным секретарем Союза советских писателей А. А. Фадеевым), после чего были арестованы многие еврейские писатели. В это время массированные масштабы приняла борьба с «безродными космополитами». Сигналом для антиеврейской кампании послужила редакционная статья «Правды» «Об одной антипатриотической группе театральных критиков» (28 января), отредактированная лично Сталиным. «Антипатриотическая группа» состояла из евреев, которые были названы поименно, с раскрытием псевдонимов; вообще раскрытие псевдонимов, требование которого содержалось в статье, вылилось в особую кампанию. Последовавшая затем «чистка» сопровождалась вытеснением евреев со всех сколько-нибудь заметных должностей. Жертвами кампании стали в частности крупнейшие филологи Б. Эйхенбаум, В. Жирмунский, М. Азадовский, Г. Бялый, Г. Гуковский (были уволены с работы, а Гуковский арестован и умер в тюрьме); кинорежиссёры Л. Трауберг, С. Юткевич, сценаристы Е. Габрилович, М. Блейман; особенно пострадали евреи — театральные и литературные критики. Академик А. А. Фрумкин был снят с должности директора Института физической химии за допущенные ошибки «антипатриотического характера». Нападкам подвергались другие известные физики-евреи (В. Л. Гинзбург, Л. Д. Ландау и др.), но они были спасены вмешательством Берия, так как требовались для атомного проекта. В целом евреи были скрыты под эвфемистическим обозначением «космополитов», но подразумеваемый антисемитизм прорывался наружу. Так, во время собрания в редакции газеты «Красный флот», капитан первого ранга Пащенко заявил: «Так же, как весь немецкий народ несёт ответственность за гитлеровскую агрессию, так и весь еврейский народ должен нести ответственность за деятельность буржуазных космополитов».
В рамках кампании проводились массовые увольнения евреев из предприятий и учреждений. Бывший нарком танковой промышленности, Герой Социалистического Труда Исаак Зальцман в 1946 году был исключён из партии и с огромным трудом смог устроиться на работу на одном из ленинградских заводов.
С апреля 1949 года публичная газетная кампания против евреев была смягчена, а некоторые наиболее активные антисемитские публицисты даже сняты со своих постов. Но чистка евреев при этом усилилась. Так, из редакции газеты «Труд» было уволено 40 евреев, из ТАСС — 60. Была проведена чистка среди руководства Еврейской автономной области, обвиненного в «национализме».
Согласно Говарду Фасту, в 1949 году Национальный Комитет Коммунистической партии США официально обвинил ВКП(б) «в вопиющих актах антисемитизма».

### «Дело врачей»
Широкую известность получило «Дело врачей». В октябре 1952 года Иосиф Сталин разрешил применять к арестованным врачам меры физического воздействия (пытки). Сталин требовал от МГБ максимальной разработки версии о сионистском характере заговора и о связях заговорщиков с английской и американской разведкой через «Джойнт» (еврейская международная благотворительная организация). 1 декабря 1952 года Сталин заявил (в записи члена Президиума ЦК В. А. Малышева): «Любой еврей-националист — это агент америк<анской> разведки. Евреи-нац<ионали>сты считают, что их нацию спасли США… Среди врачей много евреев-националистов».
Широкомасштабная пропагандистская кампания, связанная с «делом врачей», стартовала 13 января 1953 года с публикацией сообщения ТАСС «Арест группы врачей-вредителей». В отличие от предыдущей кампании против «космополитов», в которой евреи, как правило, скорее подразумевались, чем назывались прямо, теперь пропаганда прямо указывала на евреев. 8 февраля в «Правде» был опубликован установочный фельетон «Простаки и проходимцы», где евреи изображались в виде мошенников. Вслед за ним советскую прессу захлестнула волна фельетонов, посвященных разоблачению истинных или мнимых темных дел лиц с еврейскими именами, отчествами и фамилиями. Самым «знаменитым» среди них стал фельетон Василия Ардаматского «Пиня из Жмеринки», опубликованный в журнале «Крокодил» 20 марта 1953 года.
К марту 1953 года стали курсировать упорные слухи о готовящейся депортации евреев на Дальний Восток. Как пишет Геннадий Костырченко, «масштабы официального антисемитизма, которые имели место в СССР в начале 1953 года, были предельно допустимыми в рамках существовавшей тогда политико-идеологической системы».
Бывший следователь по особо важным делам МГБ СССР Николай Месяцев, по собственному утверждению, назначенный разобраться с делом врачей по поручению Сталина сказал:

Искусственность сляпанного «дела врачей» обнаруживалась без особого труда. Сочинители даже не позаботились о серьёзном прикрытии. Бесстыдно брали из истории болезни высокопоставленного пациента врожденные или приобретенные с годами недуги и приписывали их происхождение или развитие преступному умыслу лечащих врачей. Вот вам и «враги народа»
2 марта антисемитская кампания в прессе была свёрнута. Все арестованные по «делу врачей» были освобождены (3 апреля) и восстановлены на работе.

## Личная позиция Сталина
Публично Сталин, в полном соответствии с марксистской теорией, критиковал сионизм (критике еврейского национализма в двух ипостасях, сионистской и бундовской, посвящена значительная часть его книги «Марксизм и национальный вопрос»), и делал заявления, направленные против антисемитизма, который называл «наиболее опасным пережитком капитализма» и «громоотводом, выводящим капитализм из-под удара трудящихся». Также был последовательным сторонником вхождения еврейского Бунда в РСДРП на правах отдельной фракции, заявляя, что это соответствует интернациональной сущности партии.
В качестве народного комиссара по делам национальностей (1917—1924) Сталин поощрял культурную и воспитательную деятельность на языке идиш, создание еврейских административных учреждений и сельскохозяйственных поселений, не поддержал требования Евсекции закрыть в Москве ивритский театр «Габима». При этом, однако, под запретом был иврит и любая самостоятельная политическая деятельность еврейских организаций.

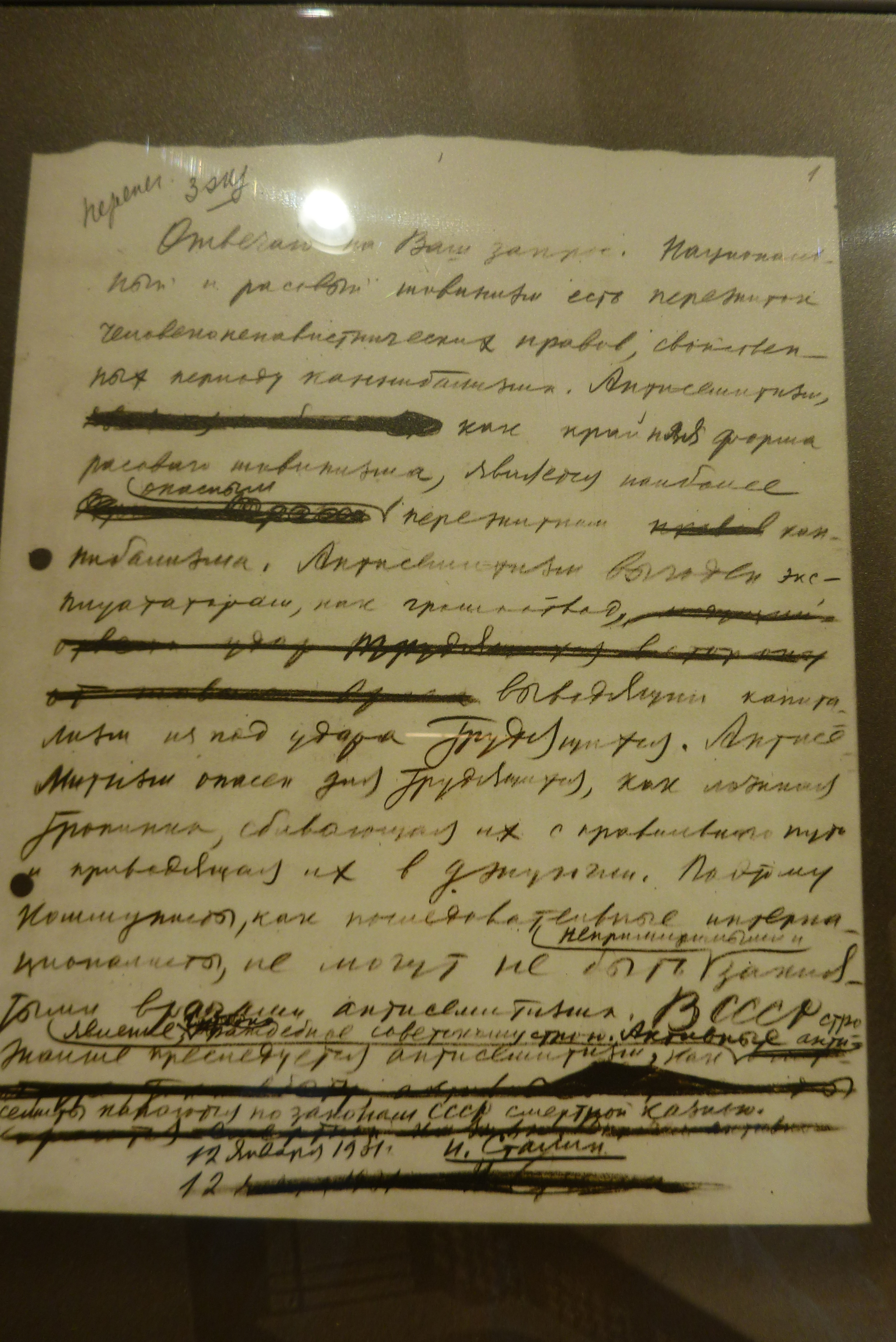
Ответ Сталина Еврейскому телеграфному агентству об антисемитизме. Рукопись Сталина от 12 января 1931 года

Ответ Сталина на запрос Еврейского телеграфного агентства из Америки в 1931 году:
Национальный и расовый шовинизм есть пережиток человеконенавистнических нравов, свойственных периоду капитализма. Антисемитизм, как крайняя форма расового шовинизма, является наиболее опасным пережитком капитализма.
Антисемитизм выгоден эксплуататорам, как громоотвод, выводящий капитализм из-под удара трудящихся. Антисемитизм опасен для трудящихся, как ложная тропинка, сбивающая их с правильного пути и приводящая их в джунгли. Поэтому коммунисты, как последовательные интернационалисты, не могут не быть непримиримыми и заклятыми врагами антисемитизма.
В СССР строжайше преследуется законом антисемитизм, как явление, глубоко враждебное советскому строю. Активные антисемиты караются по законам СССР смертной казнью.

12 января 1931
В СССР оно было опубликовано в газете «Правда» № 329 только 30 ноября 1936 года в связи массовыми преследованиями евреев в нацистской Германии. Было включено в вышедший в 1948 году 13-й том собрания сочинений Сталина.

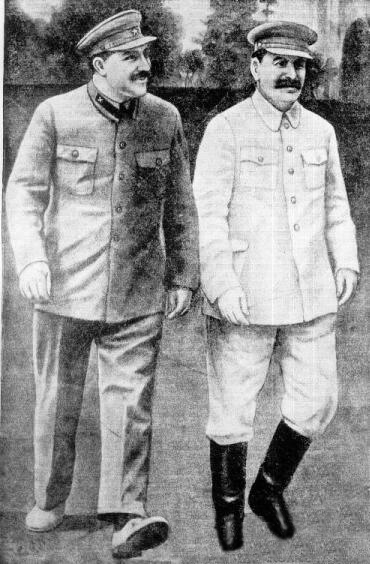
Л. М. Каганович и И. В. Сталин

Доктор исторических наук Геннадий Костырченко утверждает, что Сталину был присущ личный антисемитизм, и что этот факт подтверждается свидетелями с дореволюционного времени. Публично Сталин неоднократно выступал с заявлениями, сурово осуждающими антисемитизм.
Тема антисемитизма широко использовалась идеологическими противниками Сталина.
Троцкий считал провокационным и «сознательно двусмысленным» замечание Сталина: «мы боремся против Троцкого, Зиновьева и Каменева не потому, что они евреи, а потому, что они оппозиционеры», которое, помимо буквального смысла, напоминало о еврействе оппозиционеров. Еврейская энциклопедия приводит утверждение социал-демократа Н. В. Валентинова о том, что Рыков в разговоре с ним также возмущался антисемитизмом Сталина, заявившего ему: «Мы вычистили всех жидов из Политбюро». Бывший секретарь Сталина Б. Бажанов, бежавший затем на Запад, заявлял, что в партии Сталин имел репутацию антисемита ещё со времен Гражданской войны (его борьба с Троцким и его сотрудниками-евреями во время «военной оппозиции»). Бажанов утверждал, что в его присутствии Сталин выразился об одном из руководителей комсомола: «Что этот паршивый жидёнок себе воображает!»
Сталина обвинял в скрытом антисемитизме Н. С. Хрущёв, который в своей книге писал: «Когда в своём кругу ему приходилось говорить о каком-то еврее, он всегда разговаривал с подчёркнуто утрированным произношением. Так в быту выражаются несознательные, отсталые люди, которые с презрением относятся к евреям и нарочно коверкают русский язык, выпячивая еврейское произношение или какие-то отрицательные черты». По утверждению Хрущёва, когда возникла проблема протестных выступлений («волынки») на одном из московских заводов, инициативу которых приписывали евреям, Сталин заявил ему: «надо организовать здоровых рабочих, и пусть они, взяв дубинки в руки, побьют этих евреев».
По утверждению В. Андерса, в 1941 году во время переговоров с польскими представителями (премьером B. Сикорским и генералом В. Андерсом) Сталин выразил полную солидарность с антисемитской позицией поляков, дважды подчеркнув: «Евреи — плохие солдаты».
Об антисемитизме Сталина заявляла его дочь Светлана Аллилуева, связывая его происхождение с временами борьбы против оппозиции. Она утверждала, что отец ей говорил: «Сионизмом заражено все старшее поколение, а они и молодёжь учат… сионисты подбросили тебе твоего муженька» (в мае 1947 года Светлана Сталина по настоянию отца развелась с мужем, евреем Григорием Морозовым).
И. Л. Солоневич скептически относился к попыткам объяснить репрессии против евреев антисемитизмом Сталина и партийной верхушки. Он писал:

Первый период разгрома троцкизма и прочих оппозиций, первые шаги по пути коллективизации были ознаменованы и ударом по еврейству. В тех же профессиональных союзах, о которых я уже говорил, и которые я знаю весьма досконально, одного за другим стали убирать председателей-евреев и ставить председателей-неевреев, по преимуществу русских. Московские евреи открыто стали говорить об антисемитизме Сталина, как они, вероятно, говорят и сейчас, после «расстрела шестнадцати». Но, как мне кажется, дело вовсе не в сталинском антисемитизме, ежели бы такой и существовал. Дело в том, что для разорения страны, для насильственного загона её в социалистический рай, Сталину потребовалась просто-напросто сволочь. Это слово я употребляю не в качестве ругательства, а в качестве термина. Нужно было подобрать твёрдой души прохвостов и без мозгов людей, которые были бы только марионетками в руках всемогущего партийного аппарата. Ничто мало-мальски интеллигентное для этой цели не годилось. Евреи, занимавшие руководящие посты хотя бы в тех же профсоюзах, были людьми всё-таки более или менее интеллигентными — вот их и разогнали.— Россия, революция и еврейство

## После смерти Сталина
После смерти Сталина советские руководители стали высказывать претензии, что доля евреев, занятых умственным трудом, намного выше их доли в населении, а министр культуры СССР Екатерина Фурцева публично заявила, что количество евреев-студентов должно быть равно числу евреев-шахтёров. В начале 1960-х годов прошёл ряд так называемых «экономических процессов», жертвами которых были в основном евреи. Нападкам за борьбу с якобы несуществующим антисемитизмом подвергались Евгений Евтушенко и Дмитрий Шостакович — в связи с озвучиванием темы Бабьего Яра как образца замалчивания Холокоста.
В антирелигиозных книгах, посвящённых иудаизму, евреи в традициях, сходных с нацистскими, были представлены как враги человечества. В 1963 году книга Трофима Кичко «Иудаизм без прикрас» вызвала такую реакцию в мире (в том числе в ООН и среди западных коммунистических партий), что идеологическая комиссия ЦК КПСС 4 апреля 1964 года опубликовала в газете «Правда» заключение: «Автор книги и авторы предисловия неправильно интерпретировали некоторые вопросы, касающиеся возникновения и развития этой религии (иудаизма)… несколько ошибочных положений и иллюстраций могут оскорбить чувства верующих и интерпретироваться как проявление антисемитизма…».
В последующем проблемы сионизма и антисемитизма обострялись в основном в связи с ближневосточной политикой СССР. Они проявлялись в 1956 году (Суэцкий кризис) и особенно в 1967 году (Шестидневная война). В статье, опубликованной в National Review, бежавший в США генерал румынской разведки Ион Михай Пачепа утверждает, что председатель КГБ Юрий Андропов рекомендовал «разжигать среди населения арабских стран ненависть к евреям в нацистском стиле, использовать в пропаганде тезис, что США и Израиль — империалистические государства, политику которых полностью контролируют богатые евреи».
Как считает историк Геннадий Костырченко, возглавивший СССР в октябре 1964 года Леонид Брежнев не имел антисемитских взглядов, скорее наоборот, сочувствовал евреям. Однако высший чиновничий аппарат был массово пронизан антисемитизмом и блокировал любые попытки активизации национально-культурной политики советских евреев.
После разрыва дипломатических отношений с Израилем в СССР набрала силу мощная кампания по идеологической борьбе с сионизмом. На практике она часто переходила в антисемитизм. В частности, был ограничен приём евреев в ряд престижных вузов, а также на работу в силовые органы, за рубежом и в учреждения, работающие с иностранцами. В 1972 году по иску Международной лиги по борьбе с расизмом в Париже состоялся судебный процесс, на котором было установлено, что журнал «СССР», издаваемый советскими посольствами в Париже, Лондоне и Риме, опубликовал статью, которая была точной копией дореволюционной антисемитской брошюры Союза имени Михаила Архангела, изданной в Петербурге в 1906 году с подзаголовком «О невозможности предоставления полноправия евреям».
Наблюдалась дискриминации евреев при приёме на механико-математический факультет МГУ. Крупнейший математик Израиль Моисеевич Гельфанд из юдофобских соображений в течение многих лет не допускался на зарубежные конференции и его трижды заваливали при выборах в Академию наук СССР. По словам математика академика Сергея Петровича Новикова, Математический институт им. Стеклова «ассоциировался с демонстративным, гнусным антисемитизмом».
Годы управления С. Лапина на Центральном телевидении стали известны как период антисемитизма на Центральном телевидении СССР. На телевидении постепенно перестали снимать таких популярных исполнителей, как Вадим Мулерман, Майя Кристалинская, Аида Ведищева, Лариса Мондрус, Эмиль Горовец, Нина Бродская.
Постоянно усиливавшееся давление на евреев, как со стороны институтов государства, так и со стороны обычных граждан, настроенных антисемитски советской пропагандой (отказ в приёме на работу, на учёбу в ВУЗ и вплоть до личных оскорблений по национальному и этническому признаку), вынуждали евреев подавать прошения на выезд в Израиль. Уезжающие из СССР в другие страны евреи подвергались преследованиям как «предатели». В частности, Герой Советского Союза Михаил Грабский был лишён этого звания и всех остальных государственных наград. Информация о Героях Советского Союза Вольфасе Виленскисе, Миле Фельзенштейне и Калманисе Шурасе вообще не была включена в двухтомный справочник «Герои Советского Союза» под редакцией генерала армии И. Н. Шкадова, вышедший в 1987—1988 годах. Более того, очень многим отказывали в выезде из СССР, при этом лишая работы, учёбы, что автоматически переводило их в разряд так называемых тунеядствующих элементов, что в свою очередь каралось статьёй уголовного кодекса. Так, известного советского комедийного киноактёра Савелия Крамарова к концу 1970-х годов практически перестали приглашать на роли в фильмах. Одной из причин стала его религиозная набожность, он регулярно посещал синагогу, отказывался от съёмок в субботу, поддерживал контакты с ранее эмигрировавшим в Израиль дядей. Из-за того, что он стал практически невостребованным и безработным, актёр попросил выезда из СССР, однако ему отказали. В результате в 1981 году он написал открытое письмо президенту США Рональду Рейгану, после чего выезд из СССР ему всё же разрешили.
Натану Щаранскому, известному правозащитнику и советскому диссиденту, в 1973 году также было отказано в выезде из СССР. За свою активную правозащитную деятельность он был осуждён в 1977 году советским судом на 13 лет лишения свободы. В результате многочисленных демонстраций и протестов в мире был освобождён в 1986 году и обменян на разведчиков социалистического блока, арестованных за шпионаж на Западе.
В 1986 году телепередача «Камера смотрит в мир» показала американский документальный фильм «Русские здесь»(«The Russians Are Here»). Фильм, созданный в 1983 году для общественной телекомпании PBS, рассказывал о судьбах советских эмигрантов, по большей части евреев, которые оказались в США, сконцентрировавшись в районе Брайтон-Бич в Нью-Йорке. Ведущий программы, Генрих Боровик, уверял зрителей, что письма, приглашающие советских евреев воссоединиться со своими родственниками, были инспирированы сионистскими спецслужбами и представил разочарование некоторых иммигрантов как свидетельство против американского образа жизни.
Разрушались и приходили в запустение и многие иудейские культовые и публичные сооружения. Так в Минске в конце 60-х годов во время прокладывания новой трассы улицы Немига была снесена Холодная синагога — старейшее сохранившееся в городе здание, построенное в XVI веке. Хотя синагога находилась в стороне от прокладываемой трассы и не мешала её строительству. В 1970-х годах варварским образом ликвидировано иудейское кладбище в районе улиц Коллекторная и Клары Цеткин, которое в годы гитлеровской оккупации было частью Минского гетто. Были уничтожены десятки надгробий, несколько из них сохранились в сквере, сделанном на месте этого кладбища.
На заседании Политбюро ЦК КПСС 29 августа 1985 года в ходе обсуждения по вопросу академика Андрея Сахарова глава КГБ Виктор Чебриков отмечал, что «поведение Сахарова складывается под влиянием Боннер», на что генсек Горбачёв замечает: «Вот что такое сионизм».
К началу 1988 года отмечалось, что за истекшие после 1948 года 40 лет из СССР выехало около 300 тысяч евреев. По официальному мнению, хотя причины выездов приводятся разные, во множестве случаев причина одна: эти люди становятся жертвами сионистской пропаганды. Газета «Правда» писала: «Человек, обращенный в сионистскую веру, автоматически становится агентом международного сионистского концерна и, следовательно, врагом советского народа».
В 1988 году анонимные антисемитские угрозы последовали в адрес известных общественных деятелей Ленинграда. «Акция» приобрела громкий общественный резонанс, после чего виновник был установлен и привлечён к ответственности, а произошедшее получило название, как «Дело Норинского».
Валерий Энгель считает, что после Холокоста лишь государственный и бытовой антисемитизм в советском обществе стал препятствием к полной ассимиляции советских евреев.

## Праворадикальные течения
Первые сведения о неонацистских организациях в СССР появились во второй половине 1950-х годов. В части случаев участников привлекала в первую очередь эстетика нацизма (ритуалы, парады, форма, культ красивого тела, архитектура). Другие организации больше интересовались идеологией нацистов, их программой и фигурой Адольфа Гитлера. Становление неонацизма в СССР относится к рубежу 1960—1970-х годов, в этот период нацистские организации ещё предпочитали действовать в подполье.
Современное русское неоязычество сложилось во второй половине или конце 1970-х годов и связано с деятельностью сторонников антисемитизма московского арабиста Валерия Емельянова (языческое имя — Велемир) и бывшего диссидента и неонацистского активиста Алексей Добровольского (языческое имя — Доброслав).
В 1957 году под влиянием революции в Венгрии (1956) Добровольский создал Русскую национал-социалистическую партию. Был заключён в тюрьму. С 1964 года сотрудничал с Народно-трудовым союзом. 5 декабря 1965 года организовал демонстрацию на Пушкинской площади. В 1968 году проходил по Делу четырёх. В 1969 году Добровольский купил библиотеку и погрузился в историю, эзотерику и парапсихологию. Сотрудничал с Валерием Емельяновым. В 1989 году принимал участие в создании «Московской языческой общины», которую возглавил Александр Белов (Селидор), и утвердил восьмилучевой «коловрат» в качестве символа «возрождающегося язычества». С 1990 года сотрудничал с неоязыческой Русской партией Корчагина. Провёл первый массовый обряд имянаречения, обряда получившего повсеместное распространение в родноверии. Затем удалился в заброшенную деревню Весенёво Кировской области, где жил отшельником и проводил летние праздники Купалы. Руководил «Русским освободительным движением» (РОД).
Валерий Емельянов (языческое имя — Велемир) в 1967 году защитил кандидатскую диссертацию в Высшей партийной школе. Хорошее знание арабского языка и особенности службы позволили Емельянову получить обширные связи в арабском мире, включая самых высокопоставленных лиц. Из этих источников он почерпнул своё понимание «сионизма». Емельянов был автором одного из первых манифестов русского неоязычества — анонимного письма «Критические заметки русского человека о патриотическом журнале „Вече“», обнародованного в 1973 году. После появления заметок журнал в 1974 году был ликвидирован, а его редактор В. Осипов арестован. В 1970-х годах Емельянов написал книгу «Десионизация», впервые опубликованную в 1979 году на арабском языке в Сирии в газете «Аль-Баас» по указанию сирийского президента Хафеза Асада. Тогда же ксерокопированная копия этой книги, якобы выпущенной Организацией освобождения Палестины в Париже, распространялась в Москве. Книга повествует о древней цивилизации «арийцев-венедов» (используются, в частности, идеи из «Велесовой книги», например, Правь-Явь-Навь), единственных автохтонов Европы, живших в гармонии с природой и впервые создавших алфавит, но побеждённых евреями-«сионистами», гибридами преступников разных рас, созданными египетскими и месопотамскими жрецами. С тех пор мир обречён на вечную борьбу двух сил — патриотов-националистов и «талмудических сионистов». Мощным орудием в руках «сионизма» служит христианство, по Емельянову, созданное иудеями специально с целью порабощения остальных народов. Иисус у Емельянова был одновременно «обычным иудейским расистом» и «масоном», а князь Владимир Святославич наделялся еврейской кровью. Среди иллюстраций к этой книге были и репродукции картин Константина Васильева на тему борьбу русских богатырей со злыми силами и, прежде всего, картины «Илья Муромец побеждает христианскую чуму», с того времени ставшей популярной у неоязычников. Распространение идей, описанных Емельяновым в книге «Десионизация» и на лекциях в обществе «Знание» в начале 1970-х годов вызвало международный протест, заявленный американским сенатором Джейкобом Джавицем советскому послу в США А. Ф. Добрынину в 1973 году, после чего его лекции были прекращены. Емельянов стал обвинять в «сионизме» широкий круг лиц, включая правящую верхушку во главе с Генеральным секретарём ЦК КПСС Леонидом Брежневым. В 1980 году он пытался распространять копии «Десионизации» среди членов Политбюро ЦК КПСС и в его секретариате. В 1987 году основал «Всемирный антисионистский и антимасонский фронт „Память“» (неоязыческое крыло Общества «Память»).
В 1970 году в СССР в самиздате был распространён текст под названием «Слово Нации». В нём выражалось неприятие либерально-демократических идей, распространённых в то время среди части русских националистов, а в качестве программы провозглашались идеи сильного государства и формирования новой элиты. Для поддержания порядка и борьбы с преступностью авторитарная власть должна опираться на неподсудные никакому праву «народные дружины» (аналог «чёрных сотен»). Автор выдвигал требования борьбы с «ущемлением прав русского народа» и «еврейской монополией в науке и культуре», «биологической дегенерации белой расы» вследствие распространения «демократических космополитических идей», «случайной гибридизацией» рас, призыв к «национальной революции», после которой в стране правящей нацией должны стать «настоящие русские по крови и по духу» и другие. Полная русская версия этого документа была опубликована в эмигрантском журнале «Вече» в 1981 году, где автор писал о возможности превращения США в «орудие для достижения мирового господства чёрной расы» и отмечал особую миссию России по спасению мировой цивилизации. «Слово Нации» было подписано «русскими патриотами». Позднее стало известно, что его автором является А. М. Иванов (Скуратов), один из основателей русского неоязыческого движения, сторонник борьбы против «еврейского христианства». В конце 1971 году также в самиздате был распространён текст под названием «Письмо Солженицыну» за подписью некого Ивана Самолвина. В «Письме» говорилось о связях евреев с масонами и тайном заговоре с целью захвата власти над миром. Октябрьская революция представлена как реализация этих тайных замыслов. Утверждается, что «истинная история» предков русского народа тщательно скрывается от народа. Письмо было написано Валерием Емельяновым, также одним из основателей русского неоязычества. Эти документы оказали существенное влияние на развитие российских расизма и неонацизма.
В советское время основатель движения русского ведизма (направления славянского неоязычества) Виктор Безверхий (Остромысл) почитал Гитлера и Гиммлера и в узком кругу своих учеников пропагандировал расовые и антисемитские теории, призывая к избавлению человечества от «неполноценного потомства», якобы возникающего вследствие межрасовых браков. Таких «неполноценных людей» он называл «ублюдками», относил к ним «жидов, индийцев или цыган и мулатов» и считал, что они мешают обществу достичь социальной справедливости. В возрасте 51 года он принёс клятву «посвятить всю свою жизнь борьбе с иудейством — смертельным врагом человечества». Текст этой клятвы, написанной кровью, был обнаружен у него при обыске в 1988 году. Безверхий разработал теорию «ведизма», согласно которой, в частности: «В случае победы фашизма все народы будут просеяны через сито определения расовой принадлежности, арийцы будут объединены, азиатские, африканские и индейские элементы поставлены на свое место, а мулаты — ликвидированы за ненадобностью». На базе существовавшего с 1986 года неформального «Союза волхвов» Безверхим в июне 1990 года в Ленинграде был основан «Союз Венедов».
Первые публичные манифестации неонацистов в России произошли в 1981 году в Кургане, а затем в Южноуральске, Нижнем Тагиле, Свердловске и Ленинграде.
В 1982 году в день рождения Гитлера группа московских старшеклассников провела нацистскую демонстрацию на Пушкинской площади.

## Память о Холокосте

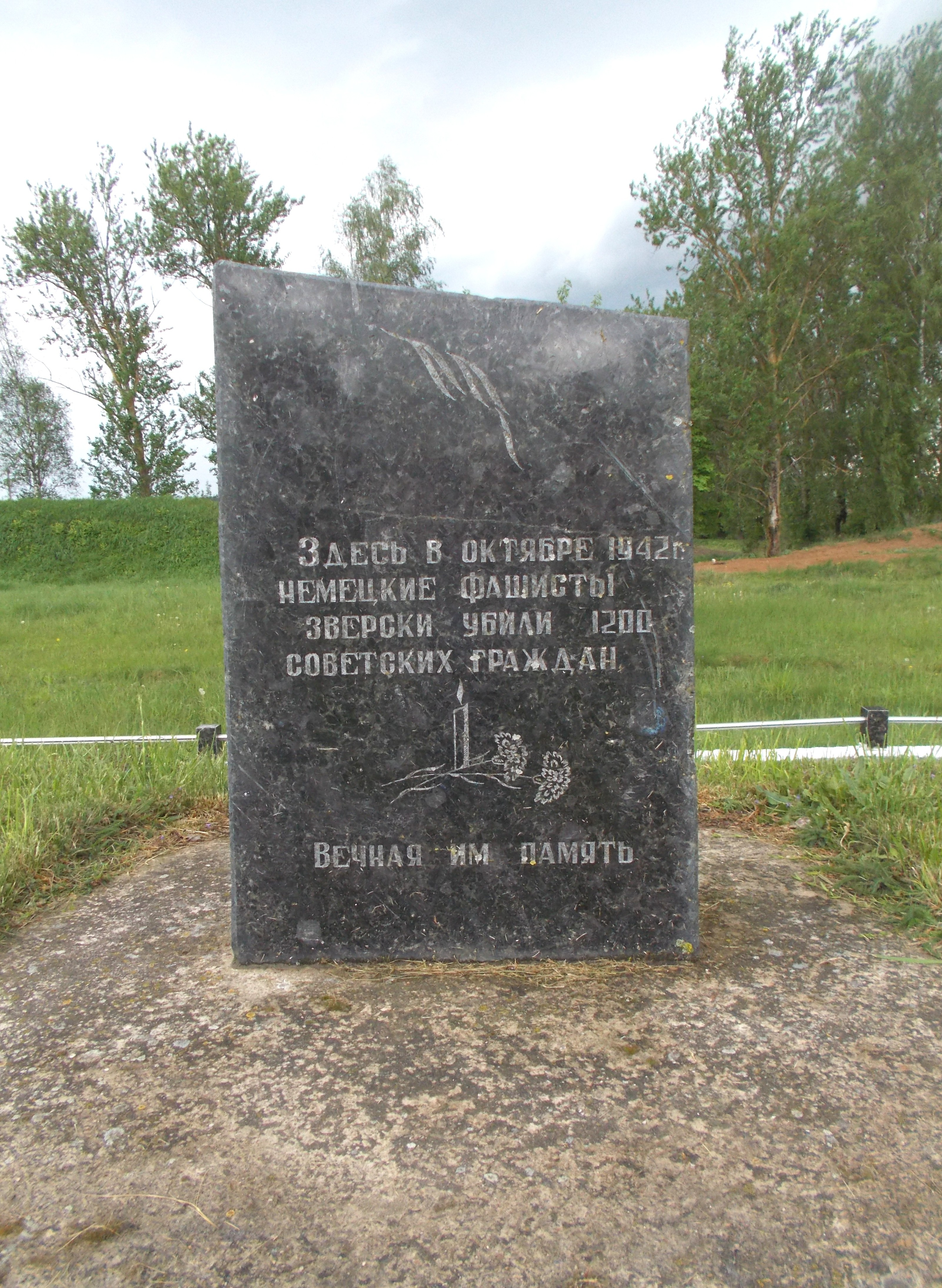
Памятник в Несвиже на месте расстрела узников гетто с надписью «Здесь в октябре 1942 г. немецкие фашисты зверски убили 1200 советских граждан»

Намеренное сокрытие и искажение политики нацистов по отношению к евреям началось с 1939 года в процессе политического сближения СССР и Германии и особенно после подписания пакта Молотова — Риббентропа. С момента нападения Германии на Польшу до июня 1941 года СССР замалчивал информацию о том, что происходило в оккупированной Польше с евреями. С июня 1941 по 1943 год публиковались отдельные сообщения о происходящем на оккупированной советской территории. С 1943 по 1946 год СССР, имея информацию о происходящем, замалчивал геноцид еврейского населения. С 1946 года и до начала перестройки в 1980-е в СССР происходило отрицание и замалчивание специфического антиеврейского характера Холокоста на официальном уровне.
Кроме вопроса о нацистском геноциде против евреев, в историографии не освещались и такие темы как антисемитизм среди советского населения на оккупированных территориях и партизан, а также участие евреев в сопротивлении оккупантам. На памятниках погибшим евреям писали «мирные жители» или «советские граждане», власти угрожали сравнять с землей памятники, на которых будет шестиконечная, а не пятиконечная звезда.
В советской историографии отсутствовали как специальные монографии, так и публикации сборников документов, посвящённые геноциду евреев СССР. По мнению профессора Мичиганского университета Цви Гительмана, советская историография не просто «замалчивала тему Холокоста», а, более того, полностью отказывалась признать её «уникальность» на фоне других зверств тем, что она не выделяла сведения об уничтожении евреев нацистами в самостоятельную исследовательскую проблему. Павел Полян писал, что до конца 1980-х годов Холокост как историческое явление оставался запретной темой для советских историков.
В литературе и искусстве действовала цензура на еврейскую тематику. После выхода фильма «Непокорённые» стилистика отображения Холокоста в художественных и документальных фильмах сводилась не к полному замалчиванию, а к эпизодическому упоминанию, не сопоставимому по масштабам с произошедшими событиями Холокоста на территории СССР. Поэма «Бабий Яр» Евгения Евтушенко, который публично озвучил информацию о массовом убийстве евреев Киева, а также 13-я симфония Дмитрия Шостаковича, включающая эту поэму, подверглись цензурным преследованиям, а сам Евтушенко — антисемитским нападкам.
Холокост в СССР замалчивался по идеологическим мотивам — в связи с желанием представить уничтожение нацистами евреев в СССР как элемент уничтожения всех советских граждан, а также из-за того, что массовое участие в этом процессе коллаборационистов противоречило идеологической догме о «дружбе народов». Часть исследователей считает, что одной из причин был государственный антисемитизм.
Во время перестройки и после распада СССР происходило постепенное преодоление этих проблем, хотя влияние замалчивания на школьное образование и в историографии в постсоветских странах осталось заметным даже в XXI веке.

## Бытовой антисемитизм
Отмечается, что в СССР имел место массовый бытовой антисемитизм.
Всплески влияния евреев и всплески антисемитизма обычно не совпадают. Подобную картину историк и политолог Вальтер Лакер отмечал в отношении Советского Союза. В 1920-е годы непропорционально большое число евреев занимало влиятельные посты в политике, но народный антисемитизм не был особенно интенсивным. Инициируемые сверху массированные нападки на евреев начались с середины 1960-х годов, в период, когда партийно-государственный («кадровый») антисемитизм полностью вытеснил евреев из политической сферы. Д.филос.н. Соломон Крапивенский добавляет, что 1920-е — 1930-е годы были эпохой небывалого ранее возвышения социального статуса масс, тогда как с начала 1960-х годов всё более ощущалась тенденция к застою. В этих условиях задачей советской «антисионистской» кампании стала подготовка психологической и идеологической почвы для «объяснения» растущих негативных явлений.
Всплеск бытового антисемитизма наблюдался после смерти Ленина, в период радикальных перемен, инициированных Сталиным. Массовая бытовая юдофобия широко проникла в партийные ряды. К концу 1930-х годов сталинский антисемитизм, развивавшийся в связи с насаждавшимся сверху казённым патриотизмом, окончательно сформировался в качестве государственной целенаправленной и систематической политики.
Используя антисемитизм в борьбе за власть, Сталин в то же время боролся против открытых проявлений бытовой юдофобии. Однако он руководствовался прагматическими соображениями: рядовой обыватель, который в 1920-е годы проклинал евреев, часто имел в виду отождествляемую с нею советскую власть. Эти представления проявлялись и в открытой форме, когда народных слоёв, ещё не полностью вышедших из-под остаточного влияния старой черносотенной пропаганды, раздавались призывы: «Бить коммунистов и жидов, доведших страну до гибели», «Даёшь войну, вырежем евреев, а потом очередь за коммунистами». В социальных низах распространилось недовольство «еврейским засильем» в ключевых общественно-политических институциях.
Ликвидация черты оседлости в сочетании с отменой ограничений на прием евреев в университеты и на государственную службу, что произошло ещё при Временном правительстве, привело к быстрому увеличению присутствия евреев в общественной жизни. Евреи и неевреи теперь работали бок о бок. Многие неевреи, долгое время впитывавшие антисемитскую риторику царского правительства и православной церкви, реагировали на возросшее присутствие евреев негативно. Местные газеты и правительственная разведка изобиловали сообщениями об антисемитских инцидентах на рабочих местах, в университетах и профсоюзах. Эти инциденты обычно принимали форму публичных издевательств и оскорблений, дискриминации или спорадического насилия. Евреев обычно обвиняли в том, что они нечестно наживаются на революции, монополизируют административные должности, захватывают лучшие земли и уклоняются от ручного труда. Местные правительственные и партийные чиновники временами также руководствовались антисемитскими мотивами, особенно в отношении выделения жилых помещений и продвижения по службе.
Антиеврейские настроения провоцировались также в целом низким уровнем жизни населения и почти общей бытовой неустроенностью. Так, в письме москвича, датированном ноябрем 1925 года, читается: «Проклятый квартирный вопрос так и не могут разрешить… Все переполнено евреями. Для нас помещения нет, а для них моментально готова комната». Антисемитская волна, выраженная, в частности, потоком писем в официальные учреждения, редакции газет и журналов, была поднята также крымским проектом.
Советская власть считала антисемитизм контрреволюционным. Проводились расследования антисемитских инцидентов, и наиболее рьяные нарушители подвергались уголовному наказанию. Власть также вела просветительскую пропагандистскую кампанию против антисемитизма. К середине 1930-х годов число проявлений антисемитизма снизилось. Достигнув апогея в 1929 — начале 1930 года, кампания борьбы с антисемитизмом начала ослабевать и сошла на нет в 1932 году, что было обусловлено началом процесса «патриотизации», а также тем, что значительно укрепившемуся режиму уже не составляло труда пресечь открытые проявления антиеврейских настроений. Несмотря на свертывание пропагандистской кампании против антисемитизма в начале 1930-х, в последующие годы антисемитизм продолжал открыто осуждаться общественностью и преследоваться как в партийном, так и судебном порядке. Однако он рассматривался уже не как политическое, а как социально-бытовое явление, которое носит единичный личностный характер.
Массовый отход советских евреев от национальной религии и традиций в условиях переселения из местечек в города и мегаполисы происходил в том числе под воздействием сильного бытового антисемитизма.
Народный антисемитизм процветал также во время войны и сразу после неё. Социальный стресс периода войны, а также расистская пропаганда нацизма, которая распространялась на оккупированных нацистами территориях и выходила её за пределы, обусловили быструю трансформацию юдофобии во всё более массовое явление в жизни советских граждан. Бытовой антисемитизм снова активизировался в условиях порожденных войной общей неустроенности, разрухи и других тягот и лишений.
Многие советские граждане на оккупированных территориях извлекали выгоду из уничтожения евреев нацистами, захватывая брошенные еврейские дома, имущество и занимая освободившиеся рабочие места. Некоторые активно сотрудничали с немцами, помогая отправлять евреев на уничтожение или прямо участвуя в этом уничтожении. После окончания войны многие из коллаборационистов боялись возмездия или потери преимуществ, полученных в связи с отсутствием евреев, если еврейским беженцам будет разрешено вернуться домой. В результате в послевоенный период возобновились погромы в некоторых частях Украины и происходил общий рост антисемитских инцидентов по всему Советскому Союзу, подпитываемый слухами о том, что евреи уклоняются от военной службы и что они втянули СССР в войну.
Бытовую юдофобию, но не антисемитизм сталинских верхов, критиковал Илья Эренбург. В провоцировании антиеврейских беспорядков существенную роль играло бездействие партийных органов, прокуратуры и милиции. Масштабы бытовой юдофобии социальных низов росли благодаря государственному антисемитизму политических верхов.
В поздний советский период, с конца 1940-х по 1985 год, евреи продолжали подвергаться дискриминации на официальном уровне. Народный антисемитизм имел скрытую поддержку со стороны властей. Население воспринимало их как хитрых и умных. Возможность эмигрировать на Запад была редкой привилегией, которую евреи разделяли с другими меньшинствам, включая немцев. Эта привилегия стала предметом зависти, поскольку Запад, terra incognita, большинством советских людей считался местом лëгкой и беззаботной жизни.

## Язык вражды
Слово «сионист» использовалось в качестве этнонима-эвфемизма в отношении евреев. Эвфемизм появился в 1940-е годы в советской пропаганде, где заменил черносотенное слово «жид». Особенно активно использовался с 1947 года.
Близким является другой советский этноним-эвфемизм в отношении евреев — «космополит», «безродный космополит». Этот эвфемизм, распространённый в советском политическом языке после Второй мировой войны, представляет собой уничижительное прозвище, употреблявшееся в советской печати в 1948—1953 годах в отношении дискриминируемых интеллигентов, преимущественно евреев. Связано с кампанией против «космополитов» — первой в Советском Союзе публично организованной антисемитской акции. Слово «космополит» также служило эвфемистической заменой слова «жид».
Сторонники антисемитской мифологии 1950—1960-х годов оперировали лишь двумя терминами — «сионист» и «троцкист», и их производными. В 1970-е годы появился более развитый язык «борьбы».
В Средние века коннотация произошедшего от еврейского названия субботы (шаббат) слова шабаш в христианской литературе и европейских языках приобрела негативный характер. Так стали называть любую «богопротивную бесовскую сходку», демонизируя евреев сопоставлением их с чертями и ведьмами. Михаил Байтальский в 1975 году отмечал, что тенденция использования слова «шабаш» в контексте негативного отношения к евреям сохранялась в советской прессе: «шабашем» называли любое состоящее из евреев «неугодное собрание», в частности, прошедший в Брюсселе Еврейский конгресс.

## Противодействие
В советских библиотеках антисемитская литература помещалась в спецхраны — особые отделы, недоступные для обычных посетителей, либо уничтожалась.

## Оценки и мнения
Историк Геннадий Костырченко, полагая антисемитизм болезнью общества, считает, что «проводившаяся в СССР в течение десятилетий политика негласного антисемитизма нанесла существенный вред не только гражданам еврейского происхождения, но и всему обществу и государству».
Первый посол Израиля в СССР Арье Левин отмечал, что для него стало неожиданностью глубокая ненависть в СССР к израильтянам и евреям. По его мнению, этот антисемитизм невозможно искоренить, однако угрозой он может стать только при соответствующей поддержке властей, как это было в имперской России и во времена Сталина.